# مانوئل خوزه کوئینتانا
```
مانوئل خوزه کوئینتانا و لورنزو
 (۱۱ آوریل ۱۷۷۲–۱۱ مارس ۱۸۵۷)، 
شاعر
 و 
روشنفکر
 اسپانیایی است.
```

## زندگی
او در مادرید متولد شد. پس از اتمام تحصیلات خود در سالامانکا، به دادگاه دعوت شد. او در سال ۱۸۰۱ و بر اساس El Duque de Viseo به نگارش یک تراژدی پرداخت. این تراژدی بر اساس داستان Castle Spectre اثر M. G. Lewis با نام پلائوو (۱۸۰۵) بود که موضوع آن میهن‌پرستی بود. 
جلد اول Vidas de Españoles célebres، به زندگی وطن‌پرست اسپانیایی می‌پردازد. اعلامیه‌ها و احکام او شور و شوق ملی را به شعله‌ور می‌کند. اما او بیمارتر از آن بود که توانایی حضور برای دریافت جایزه ای داشته باشد. وی همچنین برای بازگرداندن Ferdinand VII در پامپلونا از سال ۱۸۱۴ تا ۱۸۲۰ هم زندانی شد. به پاس خدماتش در نهایت معلم ملکه ایزابلا II و سپس سناتور شد. او اگرچه با عنوان شاعر اسپانیا (۱۸۵۵) شناخته می‌شود، ام شواهد نشان می‌دهد که در فقر زندگی کرده‌است. 
کوئینتانا در سن ۸۴ سالگی فوت کرد. اشعار وی، که حدوداً از ۳۴ عدد فراتر نمی‌رود بیشتر به موضوعات انسان دوستی و وطن‌پرستی می‌پردازند. اگرچه این سبک در آثارش کمرنگ و پر رنگ می‌شود، اما نسل‌های زیادی از اسپانیایی‌ها را تحت تأثیر قرار داده‌است. 